# Affaire Clearstream 2
Pour les articles homonymes, voir Affaire Clearstream.
L'affaire Clearstream 2, aussi appelée affaire EADS-Clearstream ou affaire du corbeau des frégates de Taïwan, est une affaire française apparue en 2004. Un petit groupe de politiciens et d'industriels tente alors de manipuler la justice afin d'évincer des concurrents, en voulant faire croire à l'implication de ceux-ci dans le scandale des frégates de Taïwan.

## Contexte
Cette affaire prend place dans les conflits brutaux qui agitent l’industrie française de l’armement depuis la création d’EADS et les luttes d’influence des géants de l’électronique militaire Thales (Ex-Thomson-CSF) et Alcatel avant leur possible fusion. Ainsi, dans le groupe EADS, se déchireraient deux clans issus de l’ancien groupe Matra : d’une part celui d’EADS proprement dit, animé par Philippe Camus et Jean-Louis Gergorin ; d’autre part, celui d’Airbus, dirigé par Noël Forgeard et Philippe Delmas.
Une seconde toile de fond est la rivalité politique entre Nicolas Sarkozy et Dominique de Villepin. Dès les débuts de l'affaire, Nicolas Sarkozy y aurait vu une tentative grave de déstabilisation à quelques mois de l'élection présidentielle de 2007.

## Lancement de l’affaire
Depuis juin 2001, le juge Renaud Van Ruymbeke enquête sur l’affaire des frégates de Taïwan. Au printemps 2004, il reçoit plusieurs lettres anonymes et CD-ROM prétendant révéler l'existence d'un réseau international d’influences et de malversations, ainsi que celle de 895 comptes bancaires occultes qui, ouverts par de nombreuses personnalités du monde des affaires (dont Alain Gomez, Pierre Martinez, Philippe Delmas) ou de la politique (dont Nicolas Sarkozy, Dominique Strauss-Kahn, Laurent Fabius, Alain Madelin et Jean-Pierre Chevènement), auraient fait transiter l'argent des frégates,. Il est rapidement apparu qu’il s’agissait d’une tentative de manipulation visant le juge Van Ruymbeke, et dont le scénario s’inspirait des thèmes développés dans le livre Révélation$ de Denis Robert. En particulier, les listes de comptes occultes envoyées par le corbeau auraient été trafiquées afin d’impliquer des personnalités étrangères à l’affaire des frégates de Taïwan. Une enquête sur la réalisation de ces faux fut alors confiée aux juges Jean-Marie d'Huy et Henri Pons.

## Déroulement de l'affaire

### Les faits: le scénario du «corbeau»
Depuis juin 2001, les juges Renaud Van Ruymbeke et Dominique de Talancé enquêtent sur l’affaire des frégates de Taiwan. Parallèlement, en 2001 et 2002, le journaliste Denis Robert publie deux livres (Révélation$ en 2001 et La Boîte noire en 2002) sur Clearstream, accusant cette société luxembourgeoise de dissimuler des opérations financières illégales, et lançant ainsi l’affaire Clearstream 1.

Le 3 mai 2004, Renaud Van Ruymbeke reçoit une première lettre anonyme, suivie, le 14 juin 2004 par plusieurs autres et un CD-ROM, contenant 16 121 comptes bancaires ouverts chez Clearstream, datant du premier trimestre 2000,,. La lettre commence par ces mots : 

« Je vous écris pour vous informer de l’existence d’un groupe mafieux comprenant au moins deux personnes auxquelles vous vous intéressez et qui commencent à étendre en France des méthodes de corruption et de prédation qui ont fait tant de mal à la Russie dans les années 1990. »

Selon le corbeau, un « comité » international composé de Français, d’oligarques russes et de narcotrafiquants serait à l’œuvre pour contrôler de grandes entreprises et blanchir des quantités considérables d’argent sale par le biais des comptes occultes de Clearstream. Le corbeau cite pêle-mêle l’oligarque russe Mikhaïl Khodorkovski, patron du géant pétrolier Ioukos et de la banque Menatep (libéré le 20 décembre 2013 après dix ans d'incarcération en Sibérie) et le milliardaire Marc Rich. Il affirme qu’il existe des liens financiers entre des familles colombiennes, des parrains russes, est-allemands et ouzbeks, tout cela au sein d’une vaste confrérie internationale du crime et du blanchiment d'argent. Ce comité serait responsable de la mort de Jean-Luc Lagardère, l’ancien patron de Matra, aujourd’hui fusionné dans EADS.
Le corbeau prétend dénoncer des comptes occultes établis chez Clearstream pour plusieurs personnalités du monde des affaires ou de la politique, dont Philippe Delmas, vice-président du géant européen de l’aéronautique EADS, et  Nicolas Sarkozy, alors ministre de l’Économie ; mais aussi Alain Gomez, ancien président de Thomson-CSF (devenu Thales), Pierre Martinez, ancien responsable de la sécurité de Thomson-CSF, Andrew Wang, l’intermédiaire sino-américain impliqué dans le scandale des frégates de Taïwan, ainsi que Jean-Pierre Chevènement, Dominique Strauss-Kahn, Laurent Fabius, etc. C’est ainsi que le corbeau a fait croire qu’Alain Gomez possédait le compte 83656 à la Cititrust (Bogota), alors que le véritable titulaire se dénommait en réalité Hugo Caceres Gomez. De même, le compte E 3521, ouvert à la Reserved Mailbox Account, censé appartenir à Pierre Martinez, a comme titulaire une société madrilène dénommée Martinez Gil y Asociados.
Les lettres s’inspirent beaucoup des accusations portées sur la chambre de compensation luxembourgeoise Clearstream, et témoignent d’une connaissance certaine du dossier Clearstream et de l’affaire des frégates de Taiwan. « Certains numéros de comptes comme ceux de la BNP sont authentiques » écrit Libération. Dès lors, des commissions rogatoires internationales sont adressées en Suisse, au Luxembourg et en Italie.
Fin 2004, le juge Van Ruymbeke comprend qu’il s’agit d’une manipulation : « Les noms de personnalités ont été rajoutés aux listes de Clearstream. Parfois grossièrement. L’enquête préliminaire ouverte sur les autres comptes est classée sans suite en mai 2005. » Une enquête sur la réalisation de ces faux est alors confiée aux juges Jean-Marie d'Huy et Henri Pons.

### L’enquête de D'Huy et Pons
Le parquet de Paris demande une enquête préliminaire sur la chambre de compensation Clearstream et envoie un substitut à Luxembourg. Le ministre de l'Intérieur, Dominique de Villepin, demande une enquête au directeur de la DST, Pierre de Bousquet de Florian, dont un des adjoints, Jean-Jacques Martini, est cité dans la liste du corbeau.
En janvier, l’enquête concernant le compte de Nicolas Sarkozy, accusé de détenir un compte à la Banca popolare di Sondrio, un bourg italien situé au centre des Alpes, sous le nom de « Stéphane Bocsa » et « Paul de Nagy », est fermée. La Banca popolare di Sondrio a en effet répondu à la commission rogatoire du juge Van Ruymbeke réclamant l’identité du titulaire du compte. L’établissement italien a indiqué que le numéro correspondait à un compte de banque ouvert par la société Clearstream, et était utilisé par de très nombreux clients. La Banca popolare réclamait au magistrat français une nouvelle demande désignant la personne visée, mais puisque l’enquête prouvait par ailleurs que les listes avaient été trafiquées, le juge Van Ruymbeke a fermé le dossier, innocentant ainsi Sarkozy.
L’attention des magistrats se porte sur un informaticien d’EADS, Imad Lahoud. Il aurait été recruté chez EADS par Jean-Louis Gergorin, sur recommandation du général Philippe Rondot, vétéran des services de renseignements français. Début 2003, Imad Lahoud a collaboré avec la DGSE pour identifier les réseaux financiers d’Al-Qaïda. À cette occasion, il s’est informé sur le fonctionnement des comptes de Clearstream et a rencontré Denis Robert.
Les juges Pons et d’Huy cherchent à étendre leurs investigations à l’affaire des frégates de Taïwan. En mai 2006, les magistrats ont obtenu communication de l’intégralité de la procédure judiciaire sur les frégates de Taïwan, instruite depuis 2001 par les juges Renaud Van Ruymbeke et Dominique de Talancé et représentant 35 tomes du dossier. Le Figaro conclut donc que « les quelque 35 tomes du dossier, portant sur d’éventuelles rétrocommissions sur le marché des frégates de Taïwan, sont donc officiellement rattachés à l’affaire Clearstream. » Plusieurs sources judiciaires confient au Figaro « ne pas comprendre cette démarche », tandis que le quotidien constate que « les deux juges ont désormais une matière aussi considérable qu’inattendue pour nourrir leurs investigations. »

## Protagonistes

### EADS
En avril 2006, l’ensemble de l’équipe dirigeante du groupe EADS s’est retrouvé brutalement au centre de l’affaire Clearstream 2 (ou affaire du corbeau des frégates de Taiwan). Deux membres d’EADS semblent être au cœur de cette affaire : Jean-Louis Gergorin et Imad Lahoud. Les bureaux de Noël Forgeard, coprésident d’EADS (co-CEO), Gustav Humbert, président d’Airbus et Jean-Louis Gergorin, vice-président d’EADS, ont été perquisitionnés.
Le 8 mai 2006, l'ancien ministre Jean-Pierre Chevènement, président d’honneur du Mouvement républicain et citoyen, a affirmé que l’origine de l’affaire Clearstream 2 pourrait être à rechercher au sein des instances dirigeantes du groupe EADS. Le 16 mai 2006, Noël Forgeard s'exprime en ces termes au salon aéronautique de Berlin (ILA) : « Ce n’est absolument pas quelque chose qui concerne la société [...] c’est quelque chose qui concerne deux personnes. » « Cela n’a absolument rien à voir avec EADS, même si certains le disent. » ajoute-t-il.

#### Jean-Louis Gergorin
Jean-Louis Gergorin, directeur d'une branche d’EADS chargé de la stratégie, indique dans la presse au printemps 2006 être l’auteur des deux premières lettres anonymes envoyées au juge Renaud Van Ruymbeke en mai et juin 2004. 

Convaincu que le groupe Lagardère est menacé par un réseau international affairiste, il bénéficie des informations d’une source sur des comptes occultes de Clearstream. Il tente de déclencher une enquête des services spéciaux français en contactant Philippe Rondot en novembre 2003, puis Dominique de Villepin en janvier 2004. 

En avril 2004, constatant l’inefficacité des investigations, il rencontre en secret Renaud Van Ruymbeke. Refusant de déposer officiellement, il envoie les informations issues de sa source sous forme de plis anonymes au juge Van Ruymbeke.

#### Imad Lahoud
Imad Lahoud est directeur scientifique au centre de recherche d’EADS. 

Son frère est Marwan Lahoud, nouveau directeur général d’EADS Défense et sécurité (DS), chargé du marketing, de l'international et de la stratégie, nommé en juin 2007, et ancien président de MBDA, leader européen des missiles,. 

Bien que désigné par le général Philippe Rondot et Jean-Louis Gergorin comme la source des informations sur Clearstream, il nie toute implication dans cette affaire.

### Personnalités politiques

#### Dominique de Villepin
En présence de Jean-Louis Gergorin, Dominique de Villepin, ministre des Affaires étrangères demande le 9 janvier 2004 une première enquête au général Philippe Rondot, proche conseiller de Michèle Alliot-Marie, la ministre de la Défense, pour vérifier l’existence des comptes bancaires attribués à diverses personnalités, dont Nicolas Sarkozy. La compétence de Dominique de Villepin à demander une enquête à un officier supérieur est discutée. À la fin de juin 2004, il informe le Premier ministre Jean-Pierre Raffarin que l’hebdomadaire Le Point va publier des informations mettant en cause un ministre important du gouvernement. Il lui est demandé de mener des investigations. Il réclame une seconde enquête à Pierre de Bousquet de Florian, directeur de la DST, sans l’informer de l’enquête préliminaire de Philippe Rondot ni surtout des forts doutes de ce dernier.
En juin 2006, Dominique de Villepin porte plainte contre plusieurs ouvrages documentant son instrumentalisation de l’affaire : Denis Robert pour Clearstream : l'enquête (Les Arènes), Jean-Marie Pontaut et Gilles Gaetner pour Règlements de compte pour l'Élysée (Ohéditions) et Airy Routier pour Le complot des paranos (Albin Michel). En octobre 2006, le procureur de la République de Paris ne requiert pas la mise en examen du Premier ministre ou son audition comme témoin assisté, mais son audition comme simple témoin. Il est à noter que, depuis, Denis Robert a gagné la majorité des procès qui lui ont été intentés pour calomnie.
Les 4, 5 et 6 juillet 2007, Dominique de Villepin est mis en cause par Philippe Rondot et Imad Lahoud. En particulier des notes retrouvées sur l'ordinateur du général Rondot indiqueraient qu'il aurait donné instruction à Jean-Louis Gergorin « de « balancer » Nicolas Sarkozy ». Son domicile et ses bureaux sont perquisitionnés. Au cours d'auditions ayant lieu en juillet 2007, et à la suite de la reconstitution de ces notes ayant transité sur l'ordinateur du général Rondot, Gergorin dévoile n'avoir agi que sur ordre de Dominique de Villepin, qui invoque lui-même des instructions données par le Président de la République. Il en résulte un recentrage de l'enquête autour de l'ex-premier ministre, passé dans l'intervalle du statut de membre du gouvernement à celui de simple citoyen avec la formation d'un nouveau gouvernement consécutif à l'élection à la présidence de la République de Nicolas Sarkozy, lequel s'est constitué partie civile dans le dossier. Ce recentrage aboutit dans des délais extrêmement rapides à la mise en examen de Dominique de Villepin sous quatre chefs d'accusation,,.
En effet le 27 juillet 2007 l'ancien premier ministre est mis en examen pour complicité de dénonciation calomnieuse, recel de vol, recel d'abus de confiance et complicité d'usage de faux. Il lui est depuis cette mise en examen interdit de rencontrer les principaux protagonistes de l'affaire (source judiciaire), y compris l'ancien président Jacques Chirac. Mi-novembre 2008, l'intéressé est renvoyé en correctionnelle. Il sera finalement relaxé le 28 janvier 2010.

#### Nicolas Sarkozy
Il est le plus fréquemment présenté en victime de l’affaire, mais parfois aussi comme ayant, à l'époque, favorisé sa propre victimisation. Selon Philippe Rondot, conseiller pour le renseignement du ministre de la Défense, Stéphane Denis, du Figaro, et Éric Decouty, de Marianne, il aurait été informé de l’enquête en cours dès l’été 2004, alors qu'il occupait le poste de ministre de l’Économie, des Finances et de l’Industrie. Le contrôle de la DST aurait d'ailleurs été une de ses motivations pour son retour au Ministère de l’Intérieur, qu'il avait quitté en mars 2004. Aussi, quand il y revint effectivement en juin 2005, une de ses premières demandes fut de réclamer le rapport de la DST sur cette affaire.

#### Michèle Alliot-Marie
Ministre de la Défense des gouvernements Raffarin et Villepin, elle aurait été informée dès la fin de l’année 2003, par son CROS (conseiller pour le renseignement et les opérations spéciales) le général Philippe Rondot de l’existence d’une liste comprenant des hauts responsables et des hommes politiques, dont Nicolas Sarkozy, ayant des comptes occultes chez Clearstream. De fait, elle demande au général Rondot d’enquêter. Devant les juges, en mars 2004 et en juillet 2007, le général Rondot affirme que, dès mai 2004, il avait la conviction que cette liste était trafiquée et aurait fait part de sa conviction à Michèle Alliot-Marie. À cette période, toutefois, il doute que la ministre ait prévenu Nicolas Sarkozy. Selon cette dernière, elle n’aurait été informée qu’au début de l’été 2004.

#### Jacques Chirac
Alors président de la République, Jacques Chirac a donné des « instructions » dans cette affaire. Elles sembleraient ne pas porter uniquement sur « la protection des marchés internationaux et la lutte contre les réseaux mafieux », ainsi que l’affirmait l’Élysée le 28 avril 2006. Il demande à Philippe Rondot de lui rendre compte directement ainsi qu’à Dominique de Villepin, au grand dam de Michèle Alliot-Marie.
Le 22 juin 2007, l'ancien chef de l'État, convoqué par les juges d'Huy et Pons, refuse de venir en invoquant la séparation des pouvoirs et la Constitution, qui selon lui, interdit à la justice d'interroger un ancien président sur ses actes. Il rappelle en outre le communiqué diffusé le 28 avril 2006 par l'Élysée dans lequel le président démentait « catégoriquement avoir demandé la moindre enquête visant des personnalités politiques dont le nom avait pu être mentionné ».
Le 4 juillet 2007, l’expertise judiciaire retrouva des notes du général Rondot sur l'ordinateur de ce dernier. Celles-ci indiqueraient que Jean-Louis Gergorin aurait, fin avril 2004, reçu instruction de Dominique de Villepin, elle-même formulée par le président de la République Jacques Chirac, de « balancer » Nicolas Sarkozy. Ces nouveaux documents accréditeraient l'idée que Nicolas Sarkozy était la cible d’une manipulation dans laquelle Dominique de Villepin et Jacques Chirac auraient tenu un rôle. Lors d'interrogatoires ayant eu lieu en juillet 2007, J-L Gergorin aurait confirmé cette version des faits, tout en soulignant que lui-même et Dominique de Villepin tenaient alors les listings pour vrais , ,.

### Services des renseignements

#### Yves Bertrand
Yves Bertrand a été directeur central des Renseignements généraux de 1992 à 2004.
Début 2006, Yves Bertrand a été suspecté d'avoir fourni de fausses listes dans l'affaire Clearstream 2, ce dont il se défend. Le 16 janvier 2008, son domicile et son bureau sont perquisitionnés dans le cadre de l'affaire Clearstream. Cependant, rien en relation avec cette affaire n'a été découvert par les juges d'Huy et Pons chargés de l'enquête.
Dans Le Point du 26 novembre 2008, Imad Lahoud a affirmé qu'il a notamment vu Yves Bertrand dans son bureau pour ajouter le nom de Nicolas Sarkozy sur les fausses listes. « La dernière fois que j'ai vu Bertrand, c'était dans son bureau, pour ajouter le nom de Sarkozy sur les fausses listes. C'est le seul nom que j'ai ajouté. C'était en présence d'une troisième personne, dont je préfère pour l'instant taire l'identité », a déclaré M. Lahoud.
M. Bertrand affirme lui qu'il n'a « jamais vu ni entendu M. Lahoud, ni dans (son) bureau ni ailleurs ».
Le 20 mai 2009, Yves Bertrand a décidé de se désister de la plainte pour diffamation qu'il avait déposée contre l'hebdomadaire Le Point et contre l'informaticien Imad Lahoud.

#### Philippe Rondot
Général de division en deuxième section depuis décembre 2005, il est un « vétéran » du renseignement français. Après avoir reçu une liste Clearstream des mains de Jean-Louis Gergorin, il a enquêté sur ordre du ministère de la défense, tout en rendant compte à Dominique de Villepin. Selon Le Monde du 29 avril 2006, il a déclaré aux juges que Dominique de Villepin lui aurait confié la liste mentionnant le nom de Nicolas Sarkozy fin 2003 et lui aurait demandé d’enquêter sur lui et ses prétendus comptes occultes chez Clearstream.
Selon le général Rondot, son rapport qui ferait état d’une liste de bénéficiaires de comptes chez Clearsteam serait « bidon ».
Des notes compromettantes pour Dominique de Villepin ont été retrouvées sur son disque dur après avoir été effacées. Le général Rondot a confirmé l'existence de ces notes et qu'elles avaient été effacées à la demande de Dominique de Villepin. Stéphane Queroy, qui est à la fois la nièce et l'assistante du général Rondot, a confirmé le 4 juillet 2007 devant les enquêteurs le contenu de ces notes qu'elle a tapées et que ces notes avaient été effacées à la demande de Dominique de Villepin.

#### Pierre de Bousquet de Florian
Directeur de la DST depuis septembre 2002, il aurait reçu la demande de Dominique de Villepin, alors ministre de l’Intérieur, d’enquêter sur l’affaire Clearstream 2 le 5 juillet 2004. Le commissaire divisionnaire Jean-François Gayraud fut chargé de superviser une cellule d’enquête aujourd’hui dispersée. Dominique de Villepin lui aurait dissimulé l’existence des investigations du général Rondot et des doutes de ce dernier. Nicolas Sarkozy, redevenu ministre de l’Intérieur lui reprocherait d’avoir enquêté sur ses prétendus comptes occultes et d’avoir conclu à une manipulation sans jamais l’en informer. Selon le directeur de la DST, il s’agissait d’un simple « recueil de renseignements ». Pierre de Bousquet a appris à l’automne 2004 par Philippe Rondot que ce dernier avait entrepris des vérifications sur des hauts fonctionnaires de la défense cités dans les listes Clearstream, mais il ignorait tout le reste.
Dans ses notes saisies par les juges, M. Rondot avait écrit, à la date du 27 juillet 2004, avoir lui-même suggéré de « travailler avec P. de Bousquet ». Il ajoutait : « Pour D de V, qui est d’accord, « il manque d’imagination ». » La proposition n’aurait donc été suivie d’effet qu’avec plusieurs mois de retard, et très partiellement. À la DST, on assure n’avoir mesuré l’ampleur des investigations du général qu’à la lecture de la presse en avril-mai 2006. Le 10 juillet 2004, la DST obtient le document publié par le Point. Très vite, la falsification apparaît. Peu après, M. de Bousquet prévient Claude Guéant, directeur du cabinet de Nicolas Sarkozy, de la présence du nom du ministre dans la liste.

### Justice

#### Renaud Van Ruymbeke
Le juge Renaud Van Ruymbeke s'est laissé entraîner dès avril 2004 par Jean-Louis Gergorin dans un arrangement non prévu par le code de procédure pénale : un rendez-vous secret non acté avec le vice-président d’EADS Jean-Louis Gergorin chez son avocat Thibault de Montbrial,.
Le « corbeau » est donc connu depuis toujours du magistrat, qui a prétendu ensuite avoir voulu protéger la vie de son témoin, lequel s'affirmait en danger de mort,. Le garde des Sceaux Pascal Clément a demandé une enquête administrative. Renaud Van Ruymbeke postulait ce mois-là pour une fonction de président de chambre à la cour d'appel de Paris. Le Conseil supérieur de la magistrature (CSM), présidé par le président Jacques Chirac impliqué alors dans l’affaire, a suspendu sa décision. Finalement, le CSM blanchit en 2012 intégralement  Renaud Van Ruymbeke, confirmant l'abandon de toutes poursuites,.

#### Henri Pons et Jean-Marie d'Huy
Henri Pons et Jean-Marie d'Huy sont les magistrats instructeurs de l’affaire.

### Presse

#### L’hebdomadaireLe Point
Le Point, dirigé par Franz-Olivier Giesbert, rend l’affaire publique en juillet 2004 en faisant de l’affaire son titre de couverture. Il parle de ministres et d’anciens ministres sans citer de nom. « Le Point a eu accès à des lettres anonymes envoyées au juge Renaud Van Ruymbeke dénonçant un système de blanchiment d’argent par « la banque des banques », Clearstream. Parmi les personnes « dénoncées », notamment de nombreuses personnalités politiques. » 

#### Le quotidienLe Monde
Début mai 2006, Le Monde apparaît comme le détonateur de cette affaire d’État en publiant la déposition du général Philippe Rondot auprès des magistrats Henri Pons et Jean-Marie d'Huy. La déposition au format pdf sera massivement diffusée sur les sites Web, les forums et les courriels d’Internet. Le 11 mai 2006, il publie des extraits des notes privées du général Philippe Rondot saisies à ses domiciles montrant à nouveau son accès au dossier d’instruction. Le 12 mai 2006, à la suite de la requête du général Philippe Rondot, le garde des Sceaux demande au parquet de Paris d’ouvrir une information judiciaire pour « violation du secret de l’instruction ».

#### Le site internetFrance Info
France Info met en ligne le 16 mai 2006 sur son site une partie de la note dactylographiée intitulée «Opération Reflux (2)» du général Philippe Rondot écrite le 17 mars 2004 et détruite en juillet 2004 «après en avoir obtenu l’accord de Dominique de Villepin» selon Philippe Rondot. Dans l'article de France Info, on voit sur la reproduction de la note qu'il y a un tampon daté du 17 mars 2004 et le journaliste de France Info précise que cette note est signée. Le journaliste suppose en mai 2006 que cette note devait être destinée à Michèle Alliot-Marie. À l'exception du journaliste de France Info et celui du journal Le Monde, aucun protagoniste ne parlera de cette note avant que le fichier informatique qui a servi à l'élaboration de cette note soit reconstitué en juin 2007 après l'analyse de l'ordinateur IPAQ du général Philippe Rondot. Ainsi, à partir de juillet 2007, la justice découvre les quatre notes « Opération Reflux ». Rondot parlera ainsi pour la première fois de ces quatre notes tapées par sa secrétaire Stéphane Queroy. À droite, à la place de l'adresse du destinataire, apparaissent les mentions : Opération Réservée PR - Exemplaire unique. C'est une note interne avec une mention « diffusion interdite ». Selon le général Philippe Rondot, ces notes étaient des notes personnelles et n'avaient aucun destinataire. Pourtant, sa note « Opération Reflux (2) » a bien été communiquée par quelqu'un à France Info le 16 mai 2006 et plusieurs éléments laissent penser que les quatre notes ont été transmises à Dominique De Villepin entre février et juin 2004 avant d'être détruites en juillet 2004 : le tampon, sa signature, son en-tête, l'intitulé du destinataire, la mention « diffusion interdite » reprise dans d'autres notes officielles, la mention du carnet Rondot le 19 juillet 2004 liant la destruction des quatre notes au propos de Dominique de Villepin, « Si nous apparaissons, le PR et moi, nous sautons notes et disquette détruites ». Dominique De Villepin aurait été chargé de les remettre au président.

#### L'hebdomadaireLe Canard enchaîné
Le 26 mars 2008, Le Canard enchaîné publie une note d'Yves Bertrand (ancien patron des RG) indiquant qu'il aurait eu une réunion avec Nicolas Sarkozy et Claude Guéant à l'automne 2004, et le 28 février 2005. Dans cette note, Bertrand indique que « M. Sarkozy m'avait en termes très vif, reproché d'avoir été l'un des investigateurs, avec Philippe Massoni, de l'affaire Clearstream ». Sarkozy avait élargi ses accusations à certains membres de l'entourage du président de la République, qu'il soupçonne de complot contre lui ». Interrogé par Le Canard enchaîné avant la publication de l'article, Claude Guéant avait non seulement confirmé les propos, mais aussi ajouté « Je n'ai pas changé d'avis. »

#### L'hebdomadaireLe Journal du dimanche
En mars 2008, la société Salamandre a intenté un procès en diffamation au JDD et au journaliste Michel Deléan après la publication d’un article intitulé Du rififi chez les barbouzes, en juin 2007. Imad Lahoud et Alain Marsaud ont été cités comme témoins par le JDD dans l'affaire qui l'a opposé à Salamandre.

## Décisions de justice

### Jugement du Tribunal de Grande Instance de Paris du 28 janvier 2010
Le procès s'ouvre le 21 septembre 2009. 
À son arrivée au tribunal, Dominique de Villepin déclare que sa présence sur le banc des accusés n'est due qu'à « l'acharnement d'un homme, Nicolas Sarkozy, qui est aussi président de la République française », et qu'il en sortira « libre et blanchi au nom du peuple français ». 
Le 29 septembre 2009, Dominique de Villepin, interrogé par le procureur Jean-Claude Marin, déclare n'avoir « jamais eu connaissance de ces listings, et ne les [avoir] jamais eus entre les mains ». 
Gilbert Flam, ancien membre de la Direction générale de la Sécurité extérieure (DGSE), lui aussi prévenu lors de ce procès, réfute le même jour ce démenti en affirmant que Dominique de Villepin a choisi de ne pas dénoncer la falsification des listes alors qu'il en avait connaissance.
Le jugement,, a été rendu le 28 janvier 2010 par le tribunal correctionnel de Paris :
- Jean-Louis Gergorin est reconnu coupable de dénonciation calomnieuse, usage de faux, recel d'abus de confiance et vol. Il est condamné à 3 ans d'emprisonnement dont 15 mois ferme et 40 000 euros d'amende[56].
- Imad Lahoud est reconnu coupable de complicité de dénonciation calomnieuse, de faux, d'usage de faux et de recel d'abus de confiance. Il est condamné à 3 ans d'emprisonnement dont 18 mois ferme et 40 000 euros d'amende[56].
- Florian Bourges est reconnu coupable d'abus de confiance. Il est condamné à 4 mois d'emprisonnement avec sursis[57].
- Dominique de Villepin est relaxé[54].
- Denis Robert est relaxé[57].

Dans un entretien au journal Siné Hebdo, Denis Robert déclare : « Dans les premiers jours du procès, le président du tribunal, Dominique Pauthe, a poussé le PDG de Clearstream à révéler une énormité. Il a payé 16 millions d'euros un rapport d'audit qui n'aurait servi à  « rien ». » Sur Florian Bourges : « Le tribunal note qu'il a été mis en situation d'accéder à des données permettant de faire ressortir des  « anomalies susceptibles, à ses yeux, de masquer des pratiques suspectes ». Le tribunal note aussi que, déçu du peu d'intérêt porté par sa hiérarchie à son travail, Florian aurait décidé de rendre publiques, via mon intermédiaire, les  « pratiques illicites abritées par la chambre de compensation ». Ce sont les magistrats qui écrivent. C'est intéressant, non ? »

### Arrêt de la cour d'appel de Paris du 14 septembre 2011
Le 28 janvier 2010, Jean-Louis Gergorin et Imad Lahoud interjettent appel du jugement,.  
Le 29 janvier 2010, le procureur de Paris, Jean-Claude Marin, annonce que le parquet fait appel de la relaxe de Dominique de Villepin et des condamnations de Jean-Louis Gergorin et d'Imad Lahoud, estimées trop clémentes. 
En revanche, la relaxe de Denis Robert et la condamnation de Florian Bourges ne font pas l'objet d'appel, les réquisitions du parquet ayant été suivies dans ces deux cas.
La cour d'appel de Paris rend sa décision le 14 septembre 2011, pour l'essentiel confirmatif, mais qui réforme partiellement le jugement en ce qui concerne Jean-Louis Gergorin.
- La relaxe de Dominique de Villepin est confirmée pour tous les chefs de poursuite[63].
- La condamnation d'Imad Lahoud est confirmée à 3 ans de prison dont 18 mois de prison ferme et 40 000 euros d'amende[64].
- Jean-Louis Gergorin est : 
  - relaxé des chefs de faux, de recel, ainsi que de dénonciation calomnieuse et d'usage de faux pour les documents remis au Général Rondot ;
  - en revanche, sa condamnation est maintenue pour les faits d'usage de faux et de dénonciation calomnieuse pour les documents envoyés au juge Renaud Van Ruymbeke.
  - Sa peine est revue à 3 ans de prison dont seulement 6 mois de prison ferme ; l'amende de 40 000 euros est maintenue[65].

Imad Lahoud et Jean-Louis Gergorin se pourvoient en cassation ; la Cour de cassation rejette leurs pourvois le 27 février 2013, l'arrêt d'appel devenant alors définitif.

## Documents
- Rapport classé « Confidentiel Défense » du général Philippe Rondot[67]

## Films
- Le Bal des Menteurs, de Daniel Leconte, sorti le 2 mars 2011: Film-documentaire qui suit le procès Clearstream du 21 septembre au 23 octobre 2009[68].
- Manipulations, une histoire française, série en six épisodes diffusée en novembre 2011 sur France 5 : « Au commencement était le troisième homme », « Clearstream, la banque des banques », « Jean-Luc Lagardère : le scénario noir », « Taiwan, naissance de la zone grise », « Karachi et le trésor de guerre », « La République des mallettes »[69]. Produit par Christophe Nick, réalisé par Jean-Robert Viallet, avec la participation de Pierre Péan, complété par la mise en ligne d'un webdocu : Manipulations, l'expérience web[70].
- L'Enquête, de Vincent Garenq, 2015[71].

## Citations
- « Cette affaire Clearstream a été montée de toutes pièces, elle est destinée à cacher l'affaire des frégates de Taïwan. Il y a 500 millions de dollars qui sont partis, il y a des morts dans ce dossier. Mais on nous ressort toujours Clearstream, avec une surmédiatisation qui a été encouragée par Nicolas Sarkozy. On m'a mis au pilori. » Renaud Van Ruymbeke sur France Info, le 1er février 2007.

## Émissions de radio
- Affaires sensibles, France Inter. Émission du 4 août 2020, Affaire Clearstream : règlement de comptes au sommet de l’État, présentée par Fabrice Drouelle. Invité : Denis Robert[72].

### Sources
- Stéphane Denis, Clearstream : le général Rondot parle, Le Figaro, 2 mai 2005
- Laurent Zecchini, Affaire Clearstream : la version du général Philippe Rondot, Le Monde, 2 mai 2005
- Éric Decouty, Clearstream : le corbeau traqué dans les allées du pouvoir, Le Figaro, 18 avril 2006
- Clearstream-Sarkozy : le mystère s'éclaircit, L'Express, 19 janvier 2006
- Les protagonistes, L'affaire Clearstream, portraits, Le Nouvel Observateur, 30 avril 2006
- Les coulisses d'une affaire d'État, L'Express, 13 décembre 2004
- Frégates : L'affaire d'État qui fait trembler toute la classe politique, Le Point, 8 juillet 2004